# AP Hotels & Resorts-Tavira-SC Farense
L'AP Hotels & Resorts-Tavira-SC Farense è una squadra maschile portoghese di ciclismo su strada. Dal 2005 ha licenza di UCI Continental Team.
È il più vecchio team ancora in attività nel ciclismo professionistico, essendo stato fondato nel 1979 nell'omonima città di Tavira (dove ha ancora sede). Dal 2016 al 2019 il team è stato associato alla società polisportiva Sporting Clube de Portugal di Lisbona, assai nota soprattutto per la squadra calcistica, che ha deciso di tornare nel ciclismo.

## Cronistoria

### Annuario
| Anno | Codice | Nome                                  | Cat.        | Biciclette | Dirigenza                                                                                        |
| ---- | ------ | ------------------------------------- | ----------- | ---------- | ------------------------------------------------------------------------------------------------ |
| 1991 | TAV    | Atum Bom Petisco/Tavira               | -           | ?          | Dir. sportivi: João Adriano Santos                                                               |
| 1992 | TAV    | Atum Bom Petisco/Tavira               | -           | ?          | Dir. sportivi: João Adriano Santos                                                               |
| 1993 | TAV    | Atum Bom Petisco/Tavira               | -           | ?          | Dir. sportivi: João Adriano Santos, Carlos Martires, José Antonio Faustino                       |
| 1994 | TAV    | Atum Bom Petisco/Tavira               | -           | Etiel      | Dir. sportivi: João Adriano Santos, José Antonio Faustino                                        |
| 1995 | TAV    | Atum Bom Petisco/Tavira               | -           | Etiel      | Manager: Elias Campos Dir. sportivi: José Antonio Faustino                                       |
| 1996 | TAV    | Tavira-Recer                          | GS II       | Etiel      | Manager: José Manuel Brito Dir. sportivi: José Antonio Faustino                                  |
| 1997 | PRO    | Progecer/Tavira                       | GS II       | Etiel      | Manager: José Manuel Brito Dir. sportivi: José Antonio Faustino, Nenčo Dimitrov                  |
| 1998 | GRT    | Gresco/Tavira-Progecer                | GS III      | Etiel      | Manager: José Manuel Brito Dir. sportivi: José Antonio Faustino, Nenčo Dimitrov                  |
| 1999 | GRT    | Gresco/Tavira                         | GS III      | Etiel      | Manager: José Manuel Brito Dir. sportivi: José Antonio Faustino, Nenčo Dimitrov                  |
| 2000 | GRT    | Gresco/Tavira                         | GS III      | Etiel      | Manager: Carlos Martires, José Manuel Brito Dir. sportivi: José Antonio Faustino, Nenčo Dimitrov |
| 2001 | GRT    | Gresco/Tavira                         | GS III      | Etiel      | Manager: José Manuel Brito Dir. sportivi: José Antonio Faustino, Nenčo Dimitrov                  |
| 2002 | PDR    | Porta da Ravessa-Zurich               | GS II       | Gios       | Manager: Jorge Humberto Martins Dir. sportivi: José Antonio Faustino, Nenčo Dimitrov             |
| 2003 | PTR    | Porta da Ravessa-Bom Petisco/Tavira   | GS II       | Gios       | Manager: Jorge Humberto Martins Dir. sportivi: José Antonio Faustino, Nenčo Dimitrov             |
| 2004 | WBP    | Würth-Bom Petisco/Tavira              | GS III      | Gios       | Manager: Jorge Humberto Martins Dir. sportivi: José Antonio Faustino, Nenčo Dimitrov             |
| 2005 | DUJ    | Duja/Tavira                           | Continental | Bianchi    | Manager: Jorge Humberto Martins Dir. sportivi: Nenčo Dimitrov                                    |
| 2006 | DUJ    | Duja/Tavira                           | Continental | Bianchi    | Manager: Jorge Humberto Martins Dir. sportivi: Vidal Pereira, Nenčo Dimitrov                     |
| 2007 | DUJ    | Duja/Tavira                           | Continental | Bianchi    | Manager: Jorge Humberto Martins Dir. sportivi: Vidal Pereira, Nenčo Dimitrov                     |
| 2008 | PRT    | Palmeiras Resort/Tavira               | Continental | Bianchi    | Manager: Jorge Humberto Martins Dir. sportivi: Vidal Pereira, Nenčo Dimitrov                     |
| 2009 | PRT    | Palmeiras Resort-Prio                 | Continental | Bianchi    | Manager: Jorge Humberto Martins Dir. sportivi: Vidal Pereira, Nenčo Dimitrov                     |
| 2010 | PRT    | Palmeiras Resort-Prio                 | Continental | Jorbi      | Manager: Jorge Humberto Martins Dir. sportivi: Vidal Pereira                                     |
| 2011 | PRT    | Tavira-Prio                           | Continental | Jorbi      | Manager: Jorge Humberto Martins Dir. sportivi: Vidal Pereira                                     |
| 2012 | PRT    | Carmim-Prio                           | Continental | Jorbi      | Manager: Luis Miguel Constantino Dir. sportivi: Vidal Pereira                                    |
| 2013 | PRT    | Banco BIC-Carmim                      | Continental | Jorbi      | Manager: Luis Miguel Constantino Dir. sportivi: Vidal Pereira, Nenčo Dimitrov                    |
| 2014 | BBC    | Banco BIC-Carmim                      | Continental | Jorbi      | Manager: Marcelino Teixeira Dir. sportivi: Vidal Pereira                                         |
| 2015 | TAV    | Team Tavira                           | Continental | Jorbi      | Manager: Marcelino Teixeira Dir. sportivi: Vidal Pereira, Nenčo Dimitrov                         |
| 2016 | TAV    | Sporting/Tavira                       | Continental | Jorbi      | Manager: Marcelino Teixeira Dir. sportivi: Vidal Pereira                                         |
| 2017 | STA    | Sporting/Tavira                       | Continental | Jorbi      | Manager: Marcelino Teixeira Dir. sportivi: Vidal Pereira, Nenčo Dimitrov                         |
| 2018 | STA    | Sporting/Tavira                       | Continental | Jorbi      | Manager: Marcelino Teixeira Dir. sportivi: Vidal Pereira, Nenčo Dimitrov                         |
| 2019 | STA    | Sporting/Tavira                       | Continental | Jorbi      | Manager: Marcelino Teixeira Dir. sportivi: Vidal Pereira, Nenčo Dimitrov                         |
| 2020 | ATM    | Atum General-Tavira-Maria Nova Hotel  | Continental | Jorbi      | Manager: Marcelino Teixeira Dir. sportivi: Vidal Fitas, Nenčo Dimitrov                           |
| 2021 | ATM    | Atum General-Tavira-Maria Nova Hotel  | Continental | Jorbi      | Manager: Marcelino Teixeira Dir. sportivi: Vidal Fitas, Nenčo Dimitrov                           |
| 2022 | ATM    | Atum General-Tavira-Maria Nova Hotel  | Continental | Jorbi      | Manager: Marcelino Teixeira Dir. sportivi: Vidal Fitas, Nenčo Dimitrov                           |
| 2023 | ATF    | AP Hotels & Resorts-Tavira-SC Farense | Continental | Jorbi      | Manager: Marcelino Teixeira Dir. sportivi: Vidal Fitas                                           |
| 2024 | ATF    | AP Hotels & Resorts-Tavira-SC Farense | Continental | Jorbi      | Manager: Marcelino Teixeira Dir. sportivi: Vidal Fitas                                           |
| 2025 | ATF    | AP Hotels & Resorts-Tavira-SC Farense | Continental | Jorbi      | Manager: Marcelino Teixeira Dir. sportivi: Vidal Fitas, Jorge Piedade                            |

## Organico 2025
Aggiornato al 1° agosto 2025.

### Staff tecnico
|  | Naz.                  | Ruolo | Sportivo           |  |  |  |
|  | --------------------- | ----- | ------------------ |  |  |  |
|  | Portogallo (bandiera) | GM    | Marcelino Teixeira |  |  |  |
|  | Portogallo (bandiera) | DS    | Vidal Fitas        |  |  |  |
|  | Portogallo (bandiera) | DS    | Jorge Piedade      |  |  |  |

### Rosa
|  | Naz.                  |  | Sportivo         | Anno |  |  |
|  | --------------------- |  | ---------------- | ---- |  |  |
|  | Portogallo (bandiera) |  | Rodrigo Alves    | 2006 |  |  |
|  | Portogallo (bandiera) |  | Diogo Barbosa    | 2000 |  |  |
|  | Portogallo (bandiera) |  | José Bicho       | 2004 |  |  |
|  | Spagna (bandiera)     |  | Samuel Blanco    | 1994 |  |  |
|  | Portogallo (bandiera) |  | Francisco Campos | 1997 |  |  |
|  | Italia (bandiera)     |  | Peter Cevini     | 1991 |  |  |
|  | Spagna (bandiera)     |  | Ailetz Lasa      | 2000 |  |  |
|  | Portogallo (bandiera) |  | Guilherme Mestre | 2006 |  |  |
|  | Spagna (bandiera)     |  | Jesús David Peña | 2000 |  |  |
|  | Portogallo (bandiera) |  | Diogo Pinto      | 2005 |  |  |
|  | Portogallo (bandiera) |  | Carlos Salgueiro | 1999 |  |  |
|  | Portogallo (bandiera) |  | Afonso Silva     | 2000 |  |  |